# Zond 7
Zond 7, un miembro formal del programa soviético Zond y una versión no tripulada de la nave espacial tripulada Soyuz 7K-L1 para sobrevolar la Luna, la primera prueba verdaderamente exitosa de L1, fue lanzada hacia la Luna en un cohete Protón-K D el 7 de agosto de 1969, en una misión de estudios adicionales de la Luna y el espacio circunlunar, para obtener fotografías en color de la Tierra y la Luna desde diferentes distancias, y para probar en vuelo los sistemas de la nave espacial. Las fotos de la Tierra se obtuvieron el 9 de agosto de 1969. El 11 de agosto de 1969, la nave espacial sobrevoló la Luna a una distancia de 1984.6 km y realizó dos sesiones de toma de fotografías. En su camino de regreso desde la luna, la nave espacial probó sus sistemas de radio transmitiendo voces grabadas. Zond 7 volvió a entrar en la atmósfera de la Tierra el 14 de agosto de 1969 y logró un aterrizaje suave en una región preestablecida al sur de Kostanái, Kazajistán. En su viaje la embarcación llevaba 4 tortugas. Se ha colocado a bordo un fantasma equivalente a tejido similar al humano para mediciones de radiación. El fantasma estaba equipado con 20 canales para detectores de radiación (vidrios termoluminiscentes y fotoemulsiones nucleares) distribuidos a lo largo de todo el cuerpo para la medición de dosis en órganos críticos. Las dosis acumuladas durante el vuelo a través de los cinturones de radiación y alrededor de la Luna oscilaron entre 0,2 y 0,7 rad en diferentes puntos a una profundidad de 3 g/cm 2 desde la superficie del cuerpo.
Al igual que otras naves circunlunares de Zond, Zond 7 usó una técnica relativamente poco común llamada salto de reentrada para perder velocidad al regresar a la Tierra. De todos los lanzamientos de naves Zond soviéticas circunlunares, Zond 7 habría sido el primero en hacer un vuelo seguro para un cosmonauta si hubiera estado tripulado.

La cápsula de retorno está en exhibición en las Instalaciones Dmitrov de la Universidad Bauman en Orevo, Rusia.

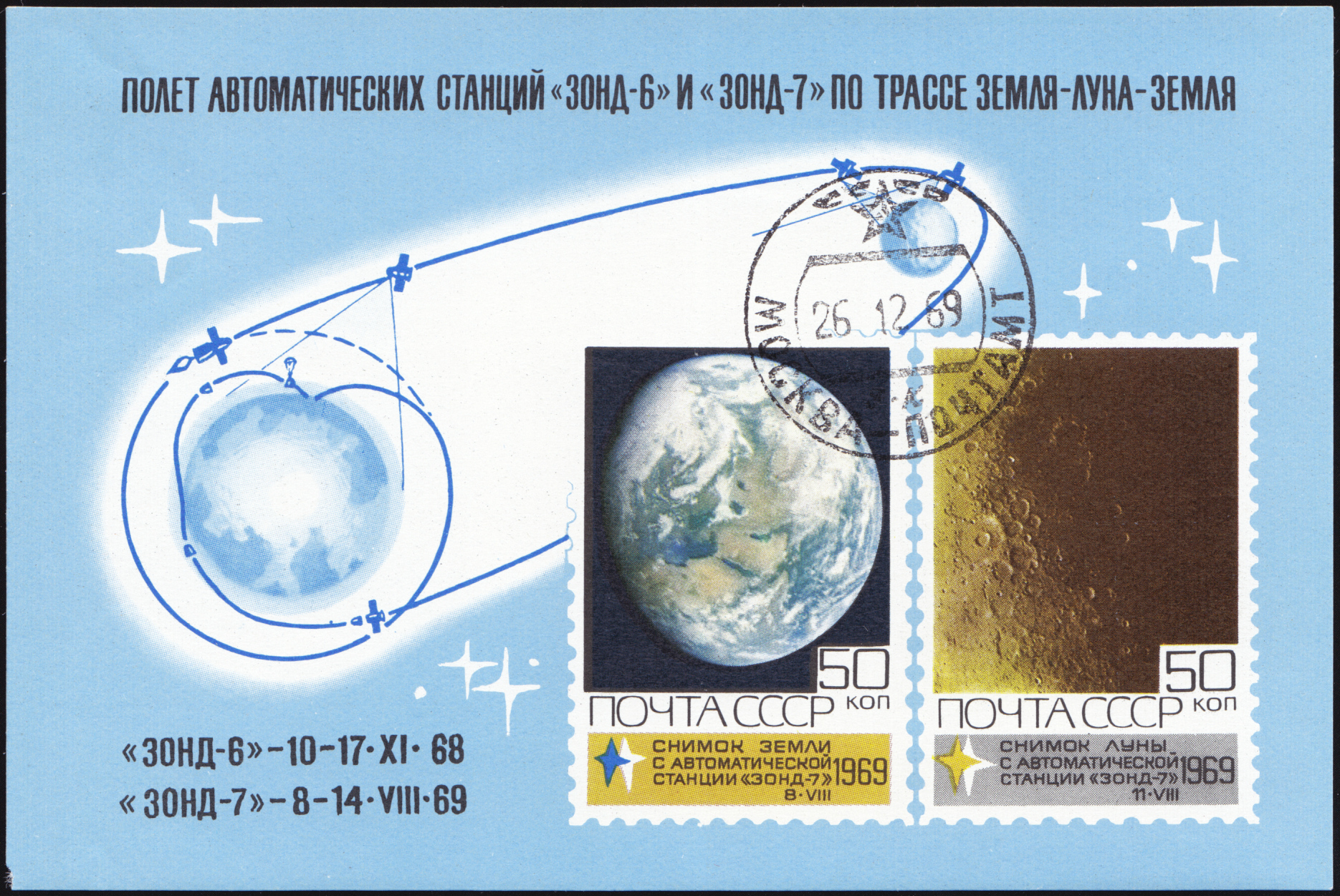
Órbita de Zond 7, fotografías de la Tierra y la Luna en una hoja bloque de la URSS, 1969.
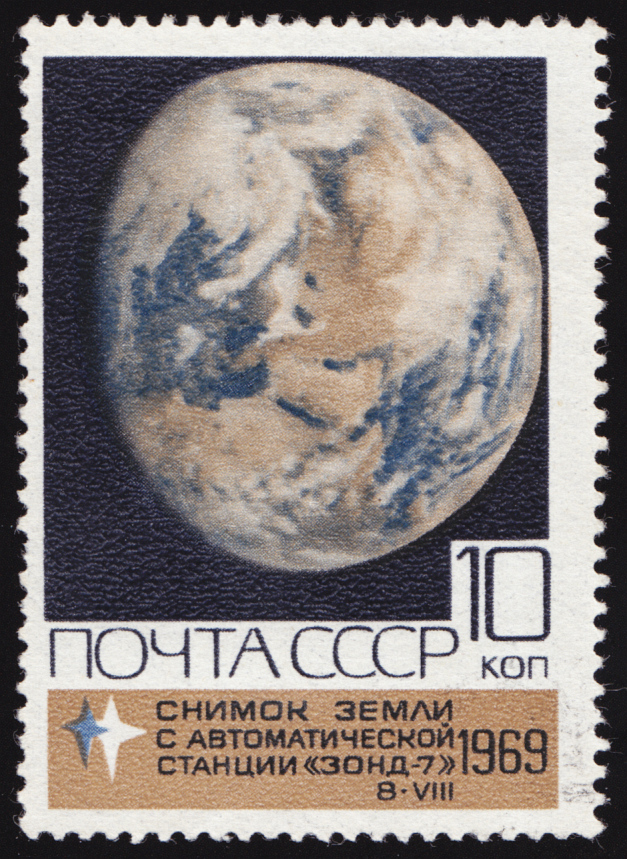
Una fotografía de la Tierra tomada por Zond 7 en un sello de la URSS en 1969.